# Bakchanálie

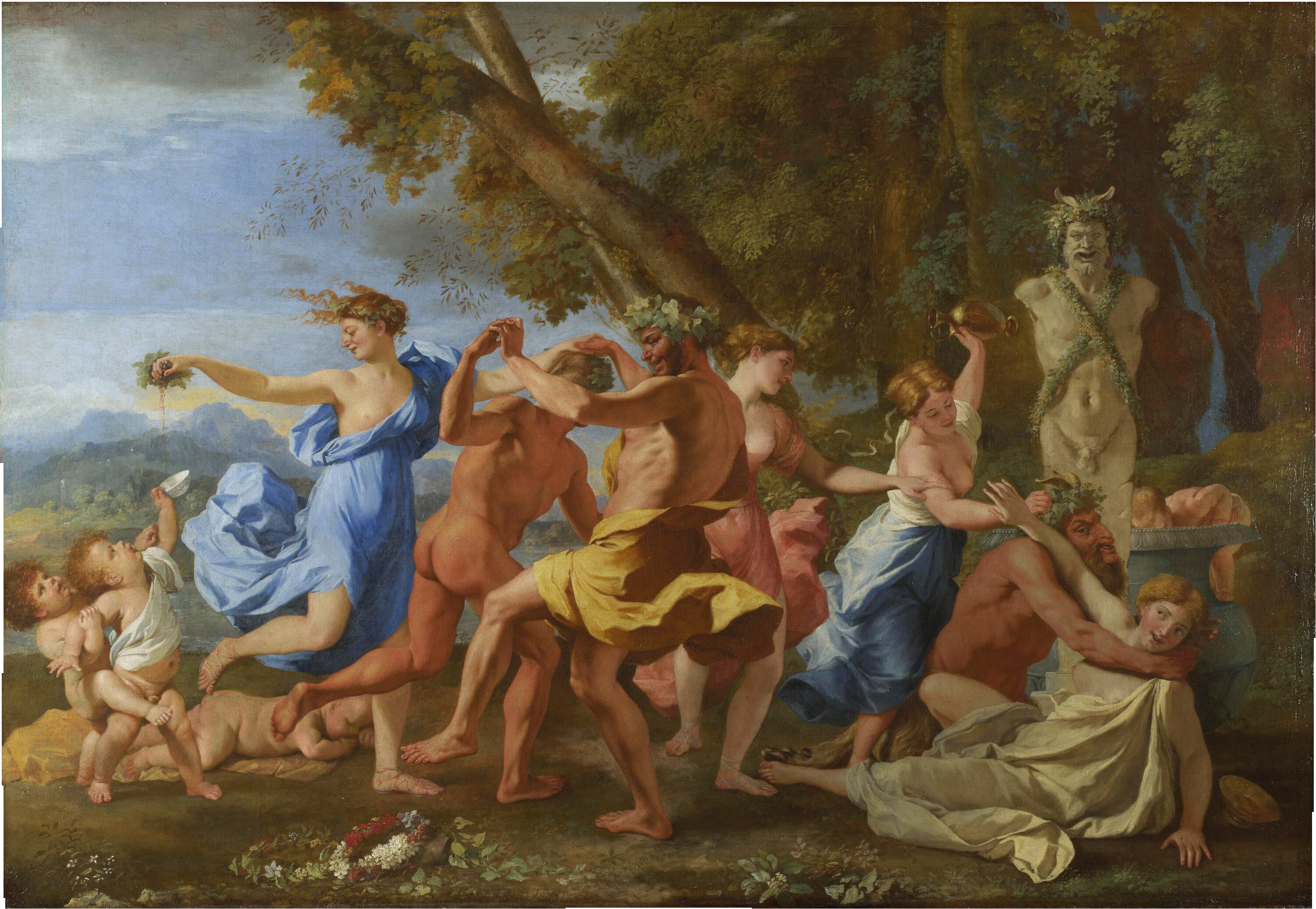
Bakchanálie na obraze Nicolase Poussina (1632)

Bakchanálie byly extatické rituály konané ve starověkém Řecku a Římě na počest boha Dionýsa (v Římě nazývaného Bakchus). Tyto oslavy byly charakteristické svou divokostí, hudbou, tancem, zpěvem a konzumací vína, a měly vést k dosažení stavu božského šílenství, ke sjednocení s božstvem a k návratu do stavu prvotního chaosu.

## Původ a charakteristika
Bakchanálie mají kořeny v Dionýsově kultu, který se do Řecka dostal z Thrákie a Malé Asie. Dionýsos byl bohem vína, plodnosti, extáze a divadla. Jeho kult se vyznačoval rituály, které se vymykaly běžným společenským normám a umožňovaly účastníkům prožít stav osvobození a spojení s božstvem.
Bakchanálie se obvykle konaly v noci a mimo město, v lesích a na horách. Účastníci, nazývaní bakchantky a bakchanti, se oddávali tanci, zpěvu, pití vína a extatickému šílenství. Tančilo se za zvuku bubnů a fléten. Účastníci byli často oblečeni do kůže zvířat a zdobeni břečťanem. Ženy mívaly v rukou thyrsos, hůlku ovinutou vinnou révou. Součástí rituálů bývalo zejména ve venkovských oblastech trhání zvířat a konzumace jejich syrového masa (omofágie), což symbolizovalo spojení s božstvem a účast na jeho síle. Podle Mircei Eliada byla tato dravá extáze možná způsobena drogami přimíchanými do vína, například rulíkem zlomocným. V Athénách již tyto nejdivočejší rysy byly potlačeny. Je známo, že Athéňané pořádali během bakchanálií procesí, v němž nesli obrovskou napodobeninu penisu. V čele průvodu šla panna zvaná Kanephoros. Podle Liviova svědectví byly římské bakchanálie zejména sexuálními orgiemi, Livius také ovšem tvrdil, že se během bakchanálií organizoval zločin a páchaly vraždy. Liviova kritika značně přispěla k zákazu rituálů v Římě.

## Kontroverze a zákaz v Římě
V Římě se bakchanálie staly předmětem kontroverzí a obav. Jejich divokost a nekontrolovatelnost vedly k obviněním z nemravnosti a ohrožení společenského řádu. V roce 186 př. n. l. tak byly bakchanálie v Římě zakázány senátem. Toto rozhodnutí bylo motivováno obavami z tajných spiknutí a zločinů, které se údajně odehrávaly během těchto oslav. Mnoho bakchantů, včetně žen, pak bylo popraveno. Podle Livia bylo popravených více než těch, kteří byli jen uvězněni. Zajímavostí je, že bakchanálie nebyly zakázány v Římě zcela. Směly se konat se svolením římského senátu a smělo se jí účastnit nanejvýš pět lidí. Takové omezení však popíralo samu podstatu rituálu, a tak opatření reálně bakchantské hnutí zničilo. 

## Odraz v umění a literatuře
Bakchanálie se staly inspirací pro mnoho uměleckých děl. Známé jsou například sochy Bakcha od Michelangela, obrazy Bakchanálie od Tiziana a Rubense a opera Bakchus od Richarda Strausse. V literatuře se tématem bakchanálií zabývali například Eurípidés v tragédii Bakchantky a Seneca v dramatu Oedipus.
Pojem „bakchanálie“ se stal v moderní době obecným označením výstřední zábavy či nevázaného sexu, zejména orgií.